# Campeonato Femenino Sub-20 de la OFC
El Campeonato Femenino Sub-19 de la OFC (anteriormente Campeonato Femenino Sub-20 de la OFC o Torneo Clasificatorio Femenino Sub-20 de la OFC) de la OFC es el torneo por el cual se decide qué equipo representará a la Confederación de Fútbol de Oceanía en la Copa Mundial Femenina de Fútbol Sub-20. 
Hasta 2006 era un torneo sub-19. La edición más reciente, del 1 al 15 de julio de 2017, fue nuevamente un torneo sub-19,  y el torneo se denominó Campeonato Femenino Sub-19 de la OFC.
Comenzó a disputarse en 2002 luego de que la FIFA comenzara a organizar el torneo de la categoría a nivel mundial, lo que presentó la necesidad de contar con una clasificación oceánica al campeonato. Australia ganó las dos ediciones previas a que su Federación dejara la OFC para unirse a la AFC. Desde entonces, Nueva Zelanda obtuvo ocho veces el título, mientras que Papúa Nueva Guinea, las Islas Cook, Samoa, Tonga, Fiyi y Nueva Caledonia se repartieron los segundos puestos.

## Campeonatos
El año 2008 no hubo Campeonato.
| Edición                                | Año          | Sede                           | Campeón                        | Resultado                      | Segundo lugar                  | Tercer lugar                   | Resultado                      | Cuarto lugar                   |
| -------------------------------------- | ------------ | ------------------------------ | ------------------------------ | ------------------------------ | ------------------------------ | ------------------------------ | ------------------------------ | ------------------------------ |
| Campeonato Femenino Sub-20 de la OFC   |              |                                |                                |                                |                                |                                |                                |                                |
| 1                                      | 2006 Detalle | Samoa                          | Nueva Zelanda                  | 6:0                            | Tonga                          | Papúa Nueva Guinea             | 4:1                            | Samoa                          |
| 2                                      | 2010 Detalle | Nueva Zelanda                  | Nueva Zelanda                  | Lig.                           | Islas Cook                     | Tonga                          | Lig.                           | Samoa Americana                |
| 3                                      | 2012 Detalle | Nueva Zelanda                  | Nueva Zelanda                  | Lig.                           | Papúa Nueva Guinea             | Nueva Caledonia                | Lig.                           | Samoa                          |
| 4                                      | 2014 Detalle | Nueva Zelanda                  | Nueva Zelanda                  | Lig.                           | Papúa Nueva Guinea             | Tonga                          | Lig.                           | Vanuatu                        |
| 5                                      | 2015 Detalle | Tonga                          | Nueva Zelanda                  | Lig.                           | Samoa                          | Vanuatu                        | Lig.                           | Nueva Caledonia                |
| Campeonato Femenino Sub-19 de la OFC\| |              |                                |                                |                                |                                |                                |                                |                                |
| 6                                      | 2002 Detalle | Tonga                          | Australia                      | 6:0                            | Nueva Zelanda                  | Tonga                          | 2:0                            | Samoa                          |
| 7                                      | 2004 Detalle | Papúa Nueva Guinea             | Australia                      | Lig.                           | Papúa Nueva Guinea             | Islas Salomón                  |                                |                                |
| 8                                      | 2017 Detalle | Nueva Zelanda                  | Nueva Zelanda                  | Lig.                           | Fiyi                           | Papúa Nueva Guinea             | Lig.                           | Nueva Caledonia                |
| 9                                      | 2019 Detalle | Islas Cook                     | Nueva Zelanda                  | 5:2                            | Nueva Caledonia                | Tahití                         | 4:1                            | Vanuatu                        |
|                                        | 2022 Detalle | Cancelado debido a la pandemia | Cancelado debido a la pandemia | Cancelado debido a la pandemia | Cancelado debido a la pandemia | Cancelado debido a la pandemia | Cancelado debido a la pandemia | Cancelado debido a la pandemia |
| 10                                     | 2023 Detalle | Fiyi                           | Nueva Zelanda                  | 7:0                            | Fiyi                           | Samoa                          | 2:1                            | Islas Cook                     |
| 11                                     | 2025 Detalle |                                |                                |                                |                                |                                |                                |                                |

## Palmarés
En cursiva el año en el que el equipo logró dicha posición como local.
| Equipo             | Campeón                                            | Subcampeón           | Tercer lugar         | Cuarto lugar         |
| ------------------ | -------------------------------------------------- | -------------------- | -------------------- | -------------------- |
| Nueva Zelanda      | 8 (2006, 2010, 2012, 2014, 2015, 2017, 2019, 2023) | 1 (2002)             |                      |                      |
| Australia          | 2 (2002, 2004)                                     |                      |                      |                      |
| Papúa Nueva Guinea |                                                    | 3 (2004, 2012, 2014) | 2 (2006, 2017)       |                      |
| Fiyi               |                                                    | 2 (2017, 2023)       |                      |                      |
| Tonga              |                                                    | 1 (2006)             | 3 (2002, 2010, 2014) |                      |
| Samoa              |                                                    | 1 (2015)             | 1 (2023)             | 3 (2002, 2006, 2012) |
| Nueva Caledonia    |                                                    | 1 (2019)             | 1 (2012)             | 2 (2015, 2017)       |
| Islas Cook         |                                                    | 1 (2010)             |                      | 1 (2023)             |
| Vanuatu            |                                                    |                      | 1 (2015)             | 2 (2014, 2019)       |
| Islas Salomón      |                                                    |                      | 1 (2004)             |                      |
| Tahití             |                                                    |                      | 1 (2019)             |                      |
| Samoa Americana    |                                                    |                      |                      | 1 (2010)             |